# Niltava grandis
El papamoscas grande (Niltava grandis) es una especie de ave paseriforme de la familia Muscicapidae que se extiende del Himalaya oriental al sudeste asiático, incluida Sumatra.

## Distribución y hábitat
Se encuentra en el Himalaya oriental (Bután, China, norese de la India y Nepal), Bangladés y Birmania, la península de Indochina (Camboya, Laos, Malasia, Tailandia y Vietnam), y la isla de Sumatra. Su hábitat natural son los bosques húmedos subtropicales o tropicales.

## Galería
- Macho en la Colina Fraser, Malasia 1997